# Alexei Wiktorowitsch Wolgin
Alexei Wiktorowitsch Wolgin (russisch Алексей Викторович Волгин; * 21. Januar 1968 in Wladimir, Russische SFSR, Sowjetunion) ist ein russischer Ultramarathonläufer und Weltmeister im 100-km-Straßenlauf von 1994.

## Karriere
Wolgin gewann 1994 den Saroma-See-100-km-Ultramarathon entlang des japanischen Saroma-Sees am 26. Juni 1994 in 6:22:43 Stunden. Am 16. September 1995 belegte Wolgin den zweiten Platz beim Run Winschoten in den Niederlanden. In Winschoten belegte er 1995 zudem den dritten Platz im 50-km-Straßenlauf.
Wolgin ist mit der Marathonläuferin Natalja Wolgina verheiratet.

## Persönliche Bestzeiten
- 50-km-Straßenlauf: 3:04:20 h, 1995, Winschoten
- 100-km-Straßenlauf: 6:20:44 h, 1995, Winschoten